# Tiit Sokk
Tiit Sokk (Tartu, 15 november 1964) is een gepensioneerde Estisch professioneel basketbalspeler die uitkwam voor het nationale team van de Sovjet-Unie.

## Carrière
Zijn meest opmerkelijke prestaties zijn het winnen van de Olympische gouden medaille als lid van de Sovjet-Unie in 1988 en de zilveren medaille met hetzelfde team op de Wereldkampioenschappen in 1986 en 1990. Hij werd landskampioen van de Sovjet-Unie in 1991 als lid van Kalev Tallinn en eindigde zijn carrière als speler in 1997, na het spelen van een seizoen bij Aris BC uit Griekenland. Tijdens zijn carrière in Griekenland, de meeste tijd bij Panathinaikos, verwierf hij de Griekse nationaliteit. Zijn Griekse naam is Tout Giannopoulos. Sokk werd bekroond met de Beste Mannelijke Atleet award van Estland in 1988. Sindsdien stichtte hij een basketbalschool in Estland. Ook heeft hij gecoacht in de Estische Basketball League en is hij sinds 2004 de coach van het nationale team van Estland.
In augustus 2011 werd Tiit Sokk opgenomen in de Basketball Hall Of Fame van Estland.

## Erelijst
- Landskampioen Sovjet-Unie: 1
  - Winnaar: 1991
- Landskampioen Estland: 1
  - Winnaar: 1992
- Landskampioen Griekenland:
  - Tweede: 1993, 1995, 1996
- Bekerwinnaar Griekenland:
  - Winnaar: 1993, 1996
- Olympische Spelen: 
  - Goud: 1988
- Wereldkampioenschap:
  - Zilver: 1986, 1990
- Europees Kampioenschap:
  - Brons: 1989